# NGC 5666
NGC 5666 is een spiraalvormig sterrenstelsel in het sterrenbeeld Ossenhoeder. Het hemelobject werd op 9 mei 1825 ontdekt door de Britse astronoom John Herschel.

## Synoniemen
- UGC 9360
- MCG 2-37-23
- ZWG 75.66
- IRAS 14307+1043
- PGC 51995